# Hyalesthes
Genre
Hyalesthes est un genre d'insectes hémiptères piqueurs de la famille des Cixiidae.

## Liste d'espèces
Selon Catalogue of Life (19 août 2013) :
- Hyalesthes angustulus
- Hyalesthes askalensis
- Hyalesthes aylanus
- Hyalesthes carinifrons
- Hyalesthes diyala
- Hyalesthes duffelsi
- Hyalesthes flavipennis
- Hyalesthes flavovaria
- Hyalesthes hani
- Hyalesthes luteipes
- Hyalesthes madeires
- Hyalesthes mavromoustkisi
- Hyalesthes mlokosiewiczi
- Hyalesthes obsoletus
- Hyalesthes orsoles
- Hyalesthes philesakis
- Hyalesthes ponticorum
- Hyalesthes portonoves
- Hyalesthes productus
- Hyalesthes scotti
- Hyalesthes stylidentata
- Hyalesthes teno
- Hyalesthes thracina
- Hyalesthes tilos
- Hyalesthes verticillata
- Hyalesthes veyseli
- Hyalesthes yozgaticus
- Hyalesthes zabolica

Selon NCBI (19 août 2013) :
- Hyalesthes luteipes
- Hyalesthes obsoletus
- Hyalesthes scotti